# Polystichum adungense
Polystichum adungense là một loài thực vật có mạch trong họ Dryopteridaceae. Loài này được Ching & Fraser-Jenk. ex H.S. Kung & L.B. Zhang miêu tả khoa học đầu tiên năm 1994.